# Kardynałowie z nominacji Gelazjusza II
Papież Gelazjusz II w ciągu swego pontyfikatu (1118–1119) mianował jednego kardynała 

## Nominacja9 marca1118
1. Pietro Ruffino, siostrzeniec Paschalisa II – kardynał diakon San Adriano, kardynał prezbiter Ss. Silvestro e Martino (10 marca 1123), zm. ok. 1132